# Фідіппід

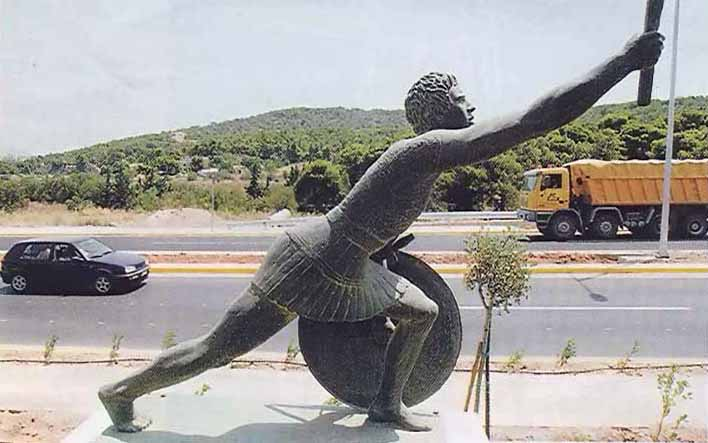
Пам'ятник Фідіппіду на дорозі в Марафон

Фідіппід (грец. Φειδιππίδης) — грецький воїн, що приніс звістку в Афіни про перемогу греків над персами в битві при Марафоні (12 вересня 490 року до н. е.) і помер тут же від знемоги і крововтрати.

## Легенда
Як найкращий бігун, незадовго до битви Фідіппід був направлений до Спарти, щоб передати прохання надіслати спартанське військо на допомогу в разі поразки. Вибігши вранці, він менш ніж за добу здолав бігом по гірських дорогах 1240 стадій (238 км), досягнувши мети «рано на зорі наступного дня», повідомляє історик Геродот (бл. 484 до н. е. — бл. 425 до н. е.). Потім, не отримавши зрозумілої відповіді, негайно повернувся назад. Греки зрозуміли, що допомоги не буде і програвати битву не можна.
Не маючи достатнього часу на відпочинок, Фідіппід, як і усі чоловіки (у ті часи греки воювали в строю до 60-річного віку), взяв участь в жорстокій 6-годинний битві з більшим у 10 разів супротивником і відразу після перемоги поранений та знесилений побіг в Афіни, де жінки і діти з острахом чекали вирішення своєї долі.
Право принести звістку про перемогу вважалося у греків почесною нагородою, гідною героїв, і мужній Фідіппід зажадав це право. Звістку в Афіни несли кілька бігунів, але Фідіппід, який не звик програвати, і в той раз доклав усіх зусиль, щоб бути першим. І це йому вдалося. Добігши до Афін без зупинок, він встиг крикнути «Радійте, афіняни, ми перемогли!» (грец. Νενικήκαμεν) і впав мертвим.

## Історія
Згідно з Історією Геродота, що жив усього 40 років після марафонської битви, Фідіппід дійсно пробіг велику дистанцію але не до Афін, а до Спарти. І смерть його не згадується:
```
105. І насамперед, коли ці стратеги перебували в місті, вони послали до Спарти вісника, Фейдіппіда, афінського громадянина і до того ще й скорохода, таке ще було в нього ремесло. Треба сказати, що його, як сам він розповідав і як він заявив афінянам, біля гори Партенія, що над Тегеєю, зустрів Пан. Пан його покликав, назвавши його на ім'я Фейдіппід, і наказав йому запитати афінян від його імені, чому вони нехтують ним, коли він бажає афінянам добра і до цих пір у багатьох випадках виявився їм корисним, і ще в майбутньому принесе їм користь. Коли справи для них повернули на добре, афіняни повірили цьому, що це правда, і побудували під Акрополем святилище Пана і, одержавши таке попередження, звертаються до Пана по допомогу, і шанують його щорічними жертвами і бігом із смолоскипами.

106. І тоді цей Фейдіппід, якого стратеги послали в Спарту, і який казав, що побачив Пана, прибув до Спарти наступного дня після того, як вийшов із Афін, він з'явився до архонтів і звернувся до них: «Шановні лакедемонці! Афіняни просять вас допомогти їм і не дозволити, щоб було поневолено варварами місто, яке є одним із найдавніших міст Еллади, бо нині поневолено Еретрію і Еллада стала слабкішою, бо втратила таке значне місто». Він переказав їм доручення, що було йому дано, а вони готові були подати допомогу афінянам, але на той час це було для них неможливим, бо вони не хотіли порушити закон. А тоді був дев'ятий день місяця і цього дев'ятого дня, відповіли, вони не вирушають у похід, оскільки ще не було повні.
[
1
]
```

Легенда про те, що він пробіг з Марафону в Афіни, була вигадана пізнішими авторами і з'явилась у Плутарха в «Етиці», датованій 1 століттям нашої ери. Інша частина легенди з'являється у книзі під назвою "Обмовка в привітанні" сатирика Лукіана в II столітті нашої ери. Він наводить історію з Фідіппідом, як перше використання привітання "Радуйся!". Згідно з нею Філліпід пробігши дистанцію від Марафону до Афін вимовив "Радійте! Ми виграли!" і помер. Відомо, що Лукіан Самосатський мало турбувався про історичну реальність і поєднував реалії різних часів.
В сучасну культуру легенда про Фідіппіда потрапляє у творі Роберта Браунінга «Фідіппід». Вважають, що саме ця поема надихнула французького лінгвіста Мішеля Бреаля, товариша організатора Олімпійських ігор П'єра де Кубертена на створення марафонської дистанції. Він оголосив, що подарує чашу з золота переможцю, що пробіжить дистанцію в честь історії Фідіппіда.

## Сучасність

### Спорт

#### Марафон
Подвиг Фідіппіда вважався абсолютно фантастичним для перших спортсменів-любителівсучасності. Коли 1896 року в Афінах проходили перші сучасні Олімпійські ігри, за пропозицією французького філолога Мішеля Бреаля на честь Фідіппіда було влаштовано перший спортивний забіг легендарним маршрутом між Марафоном і Афінами (40 км). Під час Олімпійських ігор в Лондоні дистанція була трохи збільшена до 42 км 195 м, щоб фініш знаходився біля королівського палацу.

#### Спартатлон
Сумніваючися в легенді про Фідіппіда, що пробіг від Марафону до Афін (40 кілометрів) п'ять офіцерів британських ППС на чолі з Джоном Фоденом вирушили 1982 року до Грецію з офіційною експедицією для перевірки версії Геродота, чи можливо було подолати дистанцію від Марафону до Спарти (близько 250 кілометрів) за півтора дня. Світовий рекорд у добовому бігу тоді дорівнював 272 км; пізніше він був покращений до 290 (шосе) і 303,5 (стадіон). Три бігуни успішно завершили дистанцію: Джон Фоден (37:37), Джон Шолтенс (34:30) і Джон Маккарті (39:00). З 1983 міжнародний пробіг Спартатлону проводиться щорічно в кінці вересня на дистанції 246 кілометрів.

##### Рекорди траси
- (Ч) Яніс Курос (Греція), 20:25.00 (1984)
- (Ж) Елізабет Хокер (Англія), 27:02.17 (2012)

### Культура
- У фільмі «Гігант Марафону[en]», Італія, 1959) роль Фідіппіда (у фільмі названий Філіппідом) грав Стів Рівз.
- У фільмі Історія марафону: Подорож героя (1991), в якому розповідається історія марафону, роль Фідіппіда зіграв Яніс Курос.
- У фільмі Суперфантоцці (1986) історія марафону пародіюється, а функцію Фідіппіда виконує головний герой фільму Фантоцці.

## Критика
- Геродот народився через кілька років після Битви при Марафоні і описав її через 30-40 років.
- Легенда про те, що Фідіппід пробіг з Марафону в Афіни, вперше з'явилася у Плутарха в есе «Слава Афін» в першому столітті нашої ери, що сталося більше ніж через 550 років після битви при Марафоні